# Gare de Pavilly
La gare de Pavilly (anciennement Pavilly-Station) est une gare ferroviaire française de la ligne de Paris-Saint-Lazare au Havre, située sur le territoire de la commune de Pavilly, dans le département de la Seine-Maritime, en région Normandie.
Elle est mise en service en 1847 par la Compagnie du chemin de fer de Rouen au Havre, avant de devenir en 1855 une gare de la Compagnie des chemins de fer de l'Ouest. Son bâtiment voyageurs est détruit au XXe siècle.
C'est une halte de la Société nationale des chemins de fer français (SNCF), du réseau TER Normandie, desservie par des trains express régionaux.

## Situation ferroviaire
Établie à 85 mètres d'altitude, la gare de Pavilly est située au point kilométrique (PK) 158,396 de la ligne de Paris-Saint-Lazare au Havre, entre les gares de Barentin et de Motteville.

## Histoire

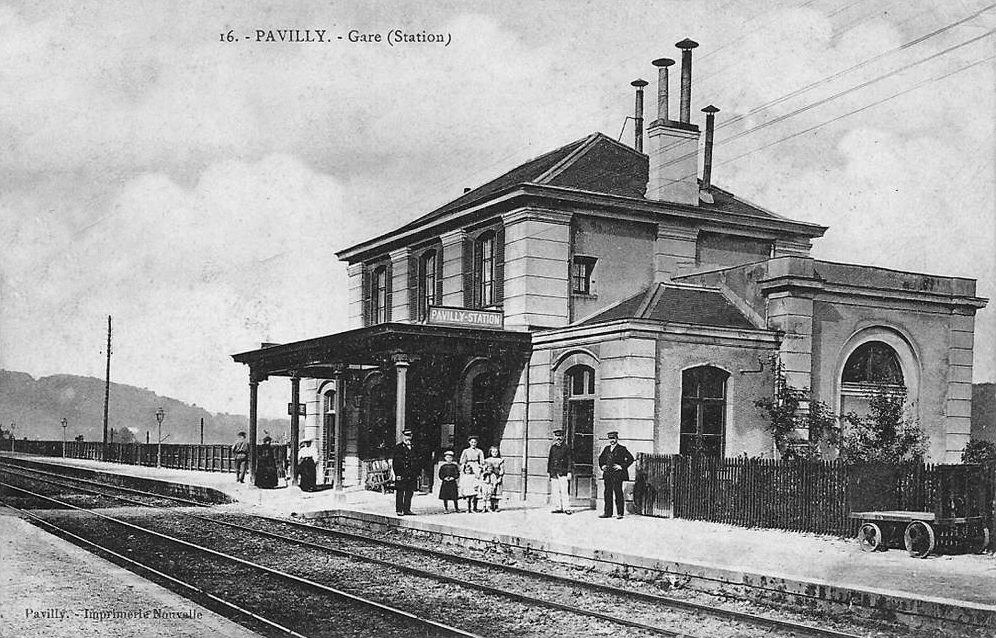
La gare vers 1900.

La « station de Pavilly » est mise en service le 22 mars 1847 par la Compagnie du chemin de fer de Rouen au Havre, lorsqu'elle ouvre à l'exploitation sa ligne en prolongement de la ligne de Paris à Rouen. C'est l'une des treize stations de la ligne, située entre celles de Barentin et de Motteville. Elle dispose d'un bâtiment voyageurs dû à l'architecte William Tite comme toutes les autres stations de la ligne.
En 1855, elle intègre, comme la ligne, le réseau de la Compagnie des chemins de fer de l'Ouest, laquelle est issue d'une fusion comprenant notamment les compagnies d'origine de la ligne.
En 1908, l'éclairage au gaz est installé et un pavillon pour cabinets et urinoirs est construit.
L'ancien bâtiment est détruit au cours du XXe siècle.
En 2014, c'est une gare voyageurs d'intérêt régional (catégorie B : la fréquentation est supérieure ou égale à 100 000 voyageurs par an de 2010 à 2011), qui dispose de deux quais (le quai impair, d'une longueur utile de 187 m, pour la voie 1 et le quai pair, d'une longueur utile de 156 m, pour la voie 2), deux abris et un souterrain.
En 2015, SNCF estime la fréquentation annuelle à 229 725 voyageurs.

## Service des voyageurs

### Accueil
Halte SNCF, c'est un point d'arrêt non géré (PANG) à accès libre. Elle est équipée d'automates pour l'achat de titres de transport.
Un souterrain permet la traversée des voies et le passage d'un quai à l'autre.

### Desserte
Pavilly est une halte du réseau TER Normandie, desservie par des trains express régionaux assurant les relations : Elbeuf - Saint-Aubin – Rouen – Yvetot – Le Havre,.

### Intermodalité
Un parking (30 places) est aménagé.